# Tschiller und Gümer
Die Hamburger Kriminalhauptkommissare Nikolas „Nick“ Tschiller, gespielt von Til Schweiger, und Yalcin Gümer, gespielt von Fahri Yardım, sind fiktive Personen aus der ARD-Krimireihe Tatort. Der NDR drehte sechs Folgen, die von 2013 bis 2020 erstausgestrahlt wurden. 
Im August 2023 gab die ARD bekannt, keine weiteren Tatort-Filme mit Schweiger als Ermittler Tschiller zu planen.

## Hintergrund
Ermittlungs- und Drehorte sind Hamburg und Umgebung.
Til Schweiger und Fahri Yardım lernten sich 2005 bei den Dreharbeiten zum Kinofilm Wo ist Fred? kennen. Ein Jahr später drehte Schweiger den Kinofilm One Way in Kanada, bei dem Yardım erneut eine Nebenrolle übernahm.
Schweiger fasst den Hamburger Tatort mit folgenden Worten zusammen: „Ich habe mich unter der Prämisse für die Rolle beworben, dass verschiedene Dinge so gemacht werden, wie ich sie mir vorstelle. Ich wollte Fahri als meinen Partner haben und Tim Wilde als meinen Chef. Und Drehbücher ablehnen können. Zum Beispiel ein Ermittlungsdrehbuch. 90 Prozent der »Tatorte« funktionieren so. Da werden dir fünf mögliche Täter präsentiert, du isst deine Chips und musst rätseln, wer es nun war. Das interessiert mich nicht.“ Yardım ergänzt: „Wir wollten eine grelle Farbe, eine knackigere Geschichte erzählen.“ Nach den actionlastigeren und gewaltvollen ersten fünf Filmen wird es im sechsten Teil etwas ruhiger, eine Art Neuanfang für den Hamburger Tatort.

## Figuren

### Nikolas „Nick“ Tschiller
Kriminalhauptkommissar Nikolas „Nick“ Tschiller, gespielt von Til Schweiger, bekämpft hauptsächlich organisiertes Verbrechen und Rauschgiftkriminalität. Der aus dem mittelhessischen Heuchelheim stammende Kommissar arbeitete nach seiner Ausbildung an der hessischen Polizeiakademie zwei Jahre als Streifenpolizist. Soziologische und psychologische Hintergründe von Drogen- und Menschenhändlern spielen bei ihm keine Rolle, er will die Täter zur Verantwortung ziehen, mit den möglichen legalen Methoden. Nach den Ereignissen in Tschiller: Off Duty wartet Tschiller auf ein Disziplinarverfahren.

### Yalcin Gümer
Kriminalhauptkommissar Yalcin Gümer, gespielt von Fahri Yardım, ist der Kollege Tschillers.
Schauspieler Yardım charakterisiert seine Rolle mit den Worten: „Es ist ein dankbarer Job, Yalcin  Gümer zu spielen. Die Eier des anderen zu kühlen, die er selbst nicht hat. Er ist loyal. Gerechtigkeit ist ihm genauso wichtig wie dem anderen, aber er benutzt seinen Verstand, während Tschiller mit vollem körperlichen Einsatz losgeht. Ich bin eben der Intelligentere von uns beiden, das ist offensichtlich.“

### Weitere Figuren
- Hanna Lennerz (Edita Malovčić), Staatsanwältin (Folge 1 bis 4)
- Leonora „Lenny“ Tschiller (Luna Schweiger), Tschillers Tochter
- Holger Petretti (Tim Wilde), Tschillers und Gümers Vorgesetzter
- Ines Kallwey (Britta Hammelstein), Tschillers Kollegin (Folge 1 bis 4)
- Firat Astan (Erdal Yıldız), kurdischer Chef eines Verbrecherkartells, Antagonist von Tschiller (Folge 1 bis 5)
- Isabella Schoppenroth (Stefanie Stappenbeck), Tschillers Exfrau, Lennys Mutter (Folge 1 bis 4, danach in Rückblenden)
- Robin Pien (Zoe Moore), Gümers Partnerin während Tschillers Disziplinarverfahren (Folge 6)

## Folgen
| Fall | Titel                 | Erstausstrahlung | Folge | Drehbuch            | Regie            | Besonderheiten |
| ---- | --------------------- | ---------------- | ----- | ------------------- | ---------------- | --- |
| 1    | Willkommen in Hamburg | 10. Mär. 2013    | 865   | Christoph Darnstädt | Christian Alvart | Mit 12,74 Mio. Zuschauern und einem Marktanteil von 33,6 Prozent die erfolgreichste Folge seit 1993 (am 24. März 2013 übertroffen). Gastauftritt KHK Thorsten Falke                                 |
| 2    | Kopfgeld              | 09. Mär. 2014    | 903   | Christoph Darnstädt | Christian Alvart | Hielt mit 19 getöteten Personen bis 12. Oktober 2014 den „Leichenrekord“ aller Folgen |
| 3    | Der große Schmerz     | 01. Jan. 2016    | 969   | Christoph Darnstädt | Christian Alvart | Doppelfolge mit Fegefeuer, Gastauftritt von Helene Fischer. Ausstrahlung wurde wegen der Terroranschläge in Paris 2015 von November 2015 auf Neujahr 2016 verschoben.                               |
| 4    | Fegefeuer             | 03. Jan. 2016    | 970   | Christoph Darnstädt | Christian Alvart | Direkte Fortsetzung von Der große Schmerz. Die geplante TV-Premiere 2015 wurde aufgrund aktueller Situation der Terrorlage auf 2016 verlegt.                                                        |
| 5    | Tschiller: Off Duty   | 08. Jul. 2018    | 1062  | Christoph Darnstädt | Christian Alvart | Baut auf der Handlung von Der große Schmerz und Fegefeuer auf. 140-minütiger Kinofilm (FSK 16), deutschlandweiter Kinostart am 4. Februar 2016, Film wurde u. a. in Istanbul und Moskau produziert. |
| 6    | Tschill Out           | 05. Jan. 2020    | 1116  | Eoin Moore          | Eoin Moore       | Baut auf der Handlung von Fegefeuer und Off Duty auf. |

## Kinofilm
Im Juli 2015 begannen die Dreharbeiten für einen Tatort-Kinofilm mit den Ermittlern Tschiller und Gümer mit dem Titel Tschiller: Off Duty. Gedreht wurde unter anderem in Hamburg, Berlin, Moskau und Istanbul. Der Film baut inhaltlich auf den im Januar 2016 ausgestrahlten Folgen Der große Schmerz und Fegefeuer auf und startete am 4. Februar 2016 in den deutschen Kinos, wo er bis Ende März 2016 knapp 280.000 Zuschauer erreichte. Damit ist dieser Film die erste Episode des Tatorts seit den 1980er Jahren, die bundesweit in den Kinos zu sehen war. Neben den Hauptdarstellern Til Schweiger, Fahri Yardım und Luna Schweiger gehören auch Alyona Konstaninova, Özgür Emre Yıldırım, Eduard Fljorow, Jewgeni Sidichin und Fjodor Bondartschuk zu den Darstellern.